# Kai Siegbahn
Kai Manne Börje Siegbahn (20 avril 1918 à Lund, Suède - 20 juillet 2007 à Ängelholm, Suède) était un physicien suédois. Il est lauréat de la moitié du prix Nobel de physique de 1981.

## Biographie
Il obtient son doctorat à l'Université de Stockholm en 1944.
Siegbahn développe des techniques d'analyse chimique utilisant la spectrométrie des photoélectrons induits par rayons X. Il travaille comme chercheur au Laboratoire Ångstrom à l'Université d'Uppsala.
Siegbahn est lauréat de la moitié du prix Nobel de physique de 1981 (l'autre moitié a été remise à Arthur Leonard Schawlow et à Nicolaas Bloembergen) « pour sa contribution au développement de la spectroscopie électronique à haute résolution ». Son père Manne Siegbahn avait reçu le même prix Nobel en 1924.